# X染色体

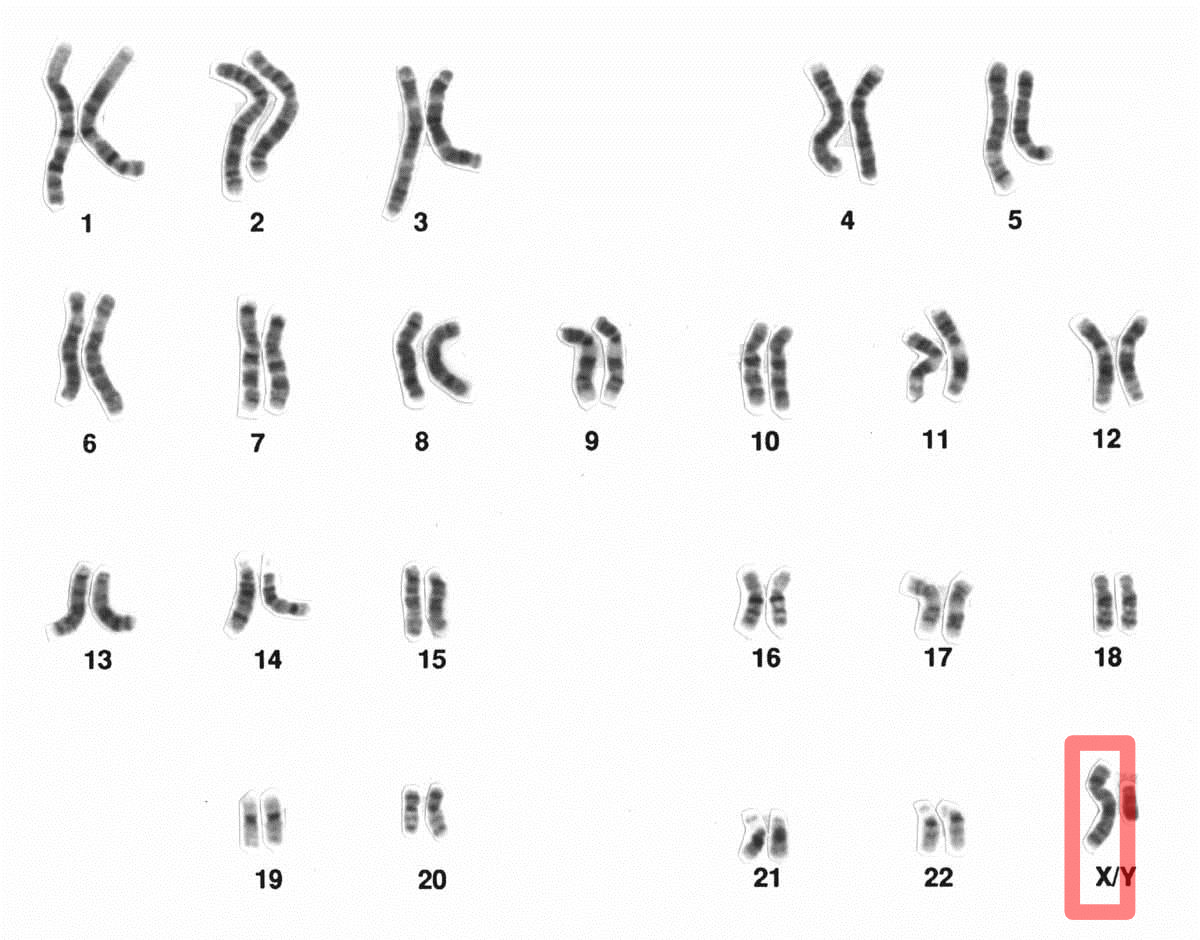
ヒト（男性）の染色体構造におけるX染色体

X染色体（エックスせんしょくたい）とは有性生殖をする真核生物にみられる性染色体の一種である。雌が性染色体として相同染色体の対を持つとき、それをX染色体と呼ぶ。このとき、雄はX染色体と共にY染色体を組として持つか(XY型)、あるいは対にならないX染色体のみを持つ(XO型)。このような性決定様式は雄がヘテロ型であるため「雄ヘテロ型」と呼ぶ。

## 概論

### 性決定
ヒトを含む哺乳類の大部分はXY型性決定方式である。他にショウジョウバエなど昆虫の一部や植物のヒロハノマンテマ・スイバなどがXY型であることが知られている。XO型の性決定様式の代表例は、線形動物Caenorhabditis elegansおよび一部の昆虫（バッタ・カメムシ）などがある。
雄ヘテロ型の性決定では、哺乳類およびヒロハノマンテマのようにY染色体の存在が雄への性分化を決定する例と、ショウジョウバエおよびスイバのようにX染色体の数と常染色体のセット数の比率(X/A)で性決定する例とがある。この違いは、前者ではY染色体の雄性化因子（哺乳類ではSRY遺伝子）で性決定するのに対して、後者はY染色体の有無・本数に関わらずX染色体の数に依存して性別が定まる（右表）。ショウジョウバエでは、ニューメレーター因子（numerator elements, 計数因子）がX染色体の数を認識していると考えられている。

### 由来と構造
X染色体とY染色体は、1対の常染色体が分化して生じ、特定の生物グループごとに独立に成立したと考えられている。例えば、哺乳類の中でもカモノハシなどの単孔類は他の哺乳類よりも鳥類の性染色体と配列類似性が高く、単孔類とそれ以外の哺乳類（獣亜綱）の性染色体は別の起原を持つ。また、メダカ・ヒロハノマンテマのX染色体およびY染色体も、それぞれの属が成立した後に、属内の種分化によって成立したと考えられている。
X染色体は、雌においてはホモ型となり相同染色体の間での組換えを起こすことができるため、突然変異などの影響を比較的に受けにくく、遺伝情報を維持しやすい。X染色体の遺伝情報量が維持されてきたという仮説は、1967年に大野乾によって提唱されている（大野の法則）。
X染色体とY染色体は、進化の過程で相同性を失うように変化してきたが、相同性が残っている領域もある。常染色体のようにX染色体とY染色体の間で相同乗り換えが起きるため、その領域は擬似常染色体領域(PAR, pseudoautosomal region)と呼ばれている。

### 研究史
X染色体はヘルマン・ヘンキングによって1891年に発見された。ヘンキングは、この染色体の特殊性について充分には気づかず「X染色体」と名付けて発表した。その後、1900年代に染色体研究が進展し、X染色体が性決定に関与する染色体であることが判明した。X染色体という名称はヘンキングの命名によるものであり「正体不明」の意味と伝えられる。X染色体・Y染色体がそれぞれアルファベットのX・Yのような形をしているからそう呼ばれるようになったというのは俗説である。
1949年にマレー・バーが見つけた哺乳類の雌特異的な細胞内構造物は、一般にバー小体と呼ばれた。後に、これがX染色体がヘテロクロマチン構造をとるように変化したものであることが示され、哺乳類での遺伝子量補償に関わっていることが判明した。

## ヒトのX染色体

ヒトのX染色体模式図
上部が短腕、くびれがセントロメア、下部が長腕である。上端の黒く示した部分(Xp22.33)の一部が擬似常染色体領域1(PAR1)である。最下端の擬似常染色体領域2(PAR2)は縮尺上表示できないほど小さいので省略してある。血友病の遺伝子はXq26.3（Xq26.2とXq27.1の間）、色覚関連（赤オプシン・緑オプシン）遺伝子は長腕末端部の黒く示した部分(Xq28)に存在する。

以下にヒトのX染色体について解説するが、他の生物では該当しない情報も含まれていることには注意が必要である。

### 構成
ヒトのX染色体はおよそ1億6,300万塩基対であり、7番染色体とほぼ同じ大きさを持つ。含まれる遺伝子の数は、資料によって異なるが、1,098個とする報告がある。
X染色体には生命維持に欠かせない遺伝子が含まれており、神経細胞のネットワーク構築・情報伝達、免疫機能関連遺伝子、（異常が起きると血友病となる）血液凝固に関連する遺伝子が例として挙げられる。それらの多くはX染色体独自の領域に存在し、伴性遺伝をする。
短腕末端部分と長腕末端部分にはそれぞれY染色体と相同な領域である擬似常染色体領域が存在する。

### 伴性遺伝
性染色体に存在する遺伝子の発現により、雌雄・男女で差が生じる遺伝のことを伴性遺伝という。一般的には血友病・色覚異常などの例が良く知られている。一般的に伴性遺伝疾患について次のように説明される。
これは概論としては正しいが、厳密には正確性を欠く説明である。哺乳類の雌の体細胞では、2本のX染色体のうち片方が不活性化されている。ヒトを含む真獣下綱動物では、この不活性化がランダムに起き、雌の体細胞は2種類のX染色体のどちらが働いているかについて、モザイク状態になっている。したがって、疾患遺伝子をヘテロ接合型に持つ女性（保因者）では、細胞によっては遺伝子疾患が発症していることがある。部分的に発症しているにもかかわらず、保因者女性で伴性遺伝疾患が強く現れないのは、モザイクを作っている正常な細胞による補完によるものであるとされている。
X染色体に免疫系で働く遺伝子が含まれていることで、「女性が男性よりも強い免疫力を持っている」という説もある。しかしながら、それらの遺伝子の多くはX染色体の不活性化により遺伝子量補償（男女・雌雄の遺伝子発現量の均等化）がなされていると考えられることから、この説には確証があるわけではない。

### 性染色体数異常
性染色体数の異常によって、性染色体がX染色体1本のみである女性（ターナー症候群）、X染色体が過剰な男性（クラインフェルター症候群）などが生じる。詳しくは染色体異常#性染色体の異常を参照のこと。